# Marius Lejeune
Pour les articles homonymes, voir Lejeune.
Marius Lejeune, né le 2 novembre 1882 à Amiens et mort le 5 septembre 1948 à Anglet, est un rameur français.

## Carrière
Marius Lejeune, participe aux Jeux olympiques de 1912 à Stockholm ; il est éliminé au premier tour en huit.
Il est également médaillé d'argent en huit aux Championnats d'Europe d'aviron 1908 à Lucerne et médaillé d'or dans la même discipline aux Championnats d'Europe d'aviron 1909 à Paris.
Installé à Bayonne en 1911, Lejeune a formé de nombreux rameurs à l'Aviron Bayonnais.
Combattant dans un régiment d'infanterie du nord de la France lors de la guerre 1914-1918, il termina avec le grade d'adjudant-chef, avec la médaille militaire, plusieurs citations et blessures.